# Concert per a violoncel (Weinberg)
El Concert per a violoncel en do menor, op. 43, va ser escrit per Mieczysław Weinberg durant el difícil període de la campanya antiformalista a la Unió Soviètica el 1948. Weinberg va veure prudent no estrenar-lo fins al 9 de gener de 1957, quatre anys després de la mort de Stalin, per Mstislav Rostropóvitx amb la Filharmònica de Moscou sota la batuta de Samuïl Samossud. Segons l'intèrpret, té una durada molt variable que va d'uns 16 a uns 28 minuts. Es tracta d'una de les millors obres concertants de Weinberg.
D'altres fonts, apunten que en realitat va ser escrit el 1956 i això explicaria que s'estrenés a principis del 1957.
Pràcticament oblidat des de l'estrena, ha gaudit de diverses gravacions en disc i s'ha interpretat a les sales de concerts en els darrers anys.

## Moviments
El concert té una durada aproximada de trenta minuts i està dividit en quatre moviments:
- I. Adagio
- II. Moderato - Lento
- III. Allegro - Cadenza. L'istesso tempo, molto appassionato - Andante - Allegro - Andante
- IV. Allegro - Adagio - Meno mosso